# کاژیمیش پروشینسکی
کاژیمیش پروشینسکی (لهستانی: Kazimierz Prószyński؛ ‏ ۴ آوریل ۱۸۷۵ – ۱۳ مارس ۱۹۴۵) مخترع، کارگردان فیلم، فیلم‌بردار و فیلم‌نامه‌نویس اهل لهستان بود. او دوربین فیلم‌برداری ساختِ خود را پیش از برادران لومیر به ثبت رساند و بعدها با شرکت گومون برای ارتقا پروژکتورهای سینمایی همکاری کرد. طی دوران جنگ جهانی دوم گشتاپو او را به ظن توطئه بازداشت و پس از ۱۰ روز آزاد کرد، اما در جریان قیام ورشو وی را دستگیر به زندان فرستادند. کاژیمیش پروشینسکی در بهار ۱۹۴۵ در اردوگاه کار اجباری ماوتهاوزن درگذشت.
از فیلم‌هایی که وی در آن‌ها نقش داشته‌است، می‌توان به ماجراهای کالسکه‌چی اشاره نمود.